# شركة بروج للتأمين التعاوني
شركة بروج للتأمين التعاوني هي شركة مساهمة سعودية تأسست بموجب القرار الوزاري رقم 313 تاريخ 27/10/1429 (الموافق 28/10/2008م) وبموجب المرسوم الملكي رقم م/72 تاريخ 28/10/1429 (الموافق 29/10/2008م). تعود خبرة الشركة في التأمين إلى عام 1979م حيث كانت تعمل من خلال وكيل محلي وباسم شركة اللؤلؤة السعودية للضمان (مسجلة في البحرين)، وبعد صدور الأنظمة المتعلقة بالتأمين في المملكة قامت شركة اللؤلؤة السعودية المملوكة بالكامل من قبل شركة الخليج للتأمين الكويتية بدعوة مجموعة من الشركات الكبيرة ورجال أعمال سعوديين بتأسيس شركة بروج للتامين التعاوني. تعتبر شركة بروج للتأمين التعاوني جزء من مجموعة شركة الخليج للتأمين في الكويت والمتواجدة أيضا في كل من البحرين ومصر ولبنان وسوريا والأردن.

## أعضاء مجلس الإدارة
- ياسر ناغي /رئيس مجلس الإدارة
- خالد الحسن /العضو المنتدب
- سامر كنج /المدير العام
- عبد العزيز الراشد /عضو مجلس إدارة
- عادل السيد /عضو مجلس إدارة
- رافت السلاموني /عضو مجلس إدارة
- إبراهيم بترجي /عضو مجلس إدارة
- زياد البسام /عضو مجلس إدارة